# ジュネーヴ諸条約の追加議定書 (1977年)
ジュネーヴ諸条約の追加議定書（1977年、2005年）（ジュネーヴしょじょうやくのついかぎていしょ(1977ねん、2005ねん)、英: Protocols Additional to the Geneva Conventions of 12 August 1949)は、1977年および2005年の国際人道法会議で採択された議定書である。

## 概要
1949年に締結されたジュネーヴ諸条約を発展・補完するもので、赤十字国際委員会の草案を基に作成された。
ジュネーブ条約は1906年、1929年、1949年と三度にわたって改訂され、さらに1977年にこの追加議定書が加えられた。
2005年には、赤十字国際委員会の紋章を新たに一つ加える、「第三追加議定書」が作成され、2007年に発効した。

## 第一追加議定書
ジュネーヴ諸条約第一追加議定書（1949年8月12日のジュネーヴ諸条約の国際的な武力紛争の犠牲者の保護に関する追加議定書（議定書Ⅰ））, (Protocols Additional to the Geneva Conventions of 12 August 1949, and relating to the Protection of Victims of International Armed Conflicts (Protocol I)）は、ジュネーヴ諸条約共通二条に規定する事態について適用される議定書である。

### 概要
- 正文 - アラビア語、中国語、英語、フランス語、ロシア語およびスペイン語
- 採択 - 1977年6月8日（国連人道法外交会議にて）
- 開放 - 1977年12月12日（ベルン（スイス）にて）
- 発効 - 1978年12月7日
- 署名 - 59カ国
- 加盟 - 167カ国（2007年1月18日現在）

### 日本
- 加入 - 2004年8月31日（2004年の159回国会において両院通過）
- 発効 - 2005年2月28日
- 通過議案名:『千九百四十九年八月十二日のジュネーヴ諸条約の国際的な武力紛争の犠牲者の保護に関する追加議定書（議定書I）の締結について承認を求めるの件』
- 関連法案名: 武力攻撃事態における捕虜等の取扱いに関する法律案、国際人道法の重大な違反行為の処罰に関する法律案、武力攻撃事態等における国民の保護のための措置に関する法律案

## 第二追加議定書
ジュネーヴ諸条約第二追加議定書（1949年8月12二日のジュネーヴ諸条約の非国際的な武力紛争の犠牲者の保護に関する追加議定書（議定書II）, Protocols Additional to the Geneva Conventions of 12 August 1949, and relating to the Protection of Victims of Non-International Armed Conflicts (Protocol II)）は、ジュネーヴ諸条約共通三条を発展・補完するため、1977年に採択された追加議定書である。

### 概要
- 正文 - アラビア語、中国語、英語、フランス語、ロシア語およびスペイン語
- 採択 - 1977年6月8日（国連人道法外交会議にて）
- 開放 - 1977年12月12日（ベルン（スイス）にて）
- 発効 - 1978年12月7日
- 署名 - 55カ国
- 批准 - 163カ国（2007年1月18日現在）

### 日本
- 加入 - 2004年8月31日（2004年の159回国会において両院通過）
- 発効 - 2005年2月28日
- 通過議案名: 『千九百四十九年八月十二日のジュネーヴ諸条約の非国際的な武力紛争の犠牲者の保護に関する追加議定書（議定書II）の締結について承認を求めるの件』
- 関連法案名: 武力攻撃事態等における国民の保護のための措置に関する法律案

## 第三追加議定書
ジュネーブ諸条約第三追加議定書（追加の識別紋章の採用に関し、1949年8月12日のジュネーヴ諸条約に追加される議定書（第三追加議定書,Protocol additional to the Geneva Conventions of 12 August 1949, and relating to the Adoption of an Additional Distinctive Emblem (Protocol III)）は、キリスト教、イスラム教のいずれにも属していない国教を有する国および国民のために、新しく中立的な赤十字国際委員会が付ける紋章を定めたものである。特に、イスラエルにおける赤十字国際委員会の活動を念頭においたものである。

### 概要
- 正文 - アラビア語、中国語、英語、フランス語、ロシア語およびスペイン語
- 採択 - 2005年12月8日
- 開放 -
- 発効 - 2007年1月14日
- 署名 -
- 批准 -

### 日本
- 加入 - 未加入
- 発効 - -